# Imaa Queen

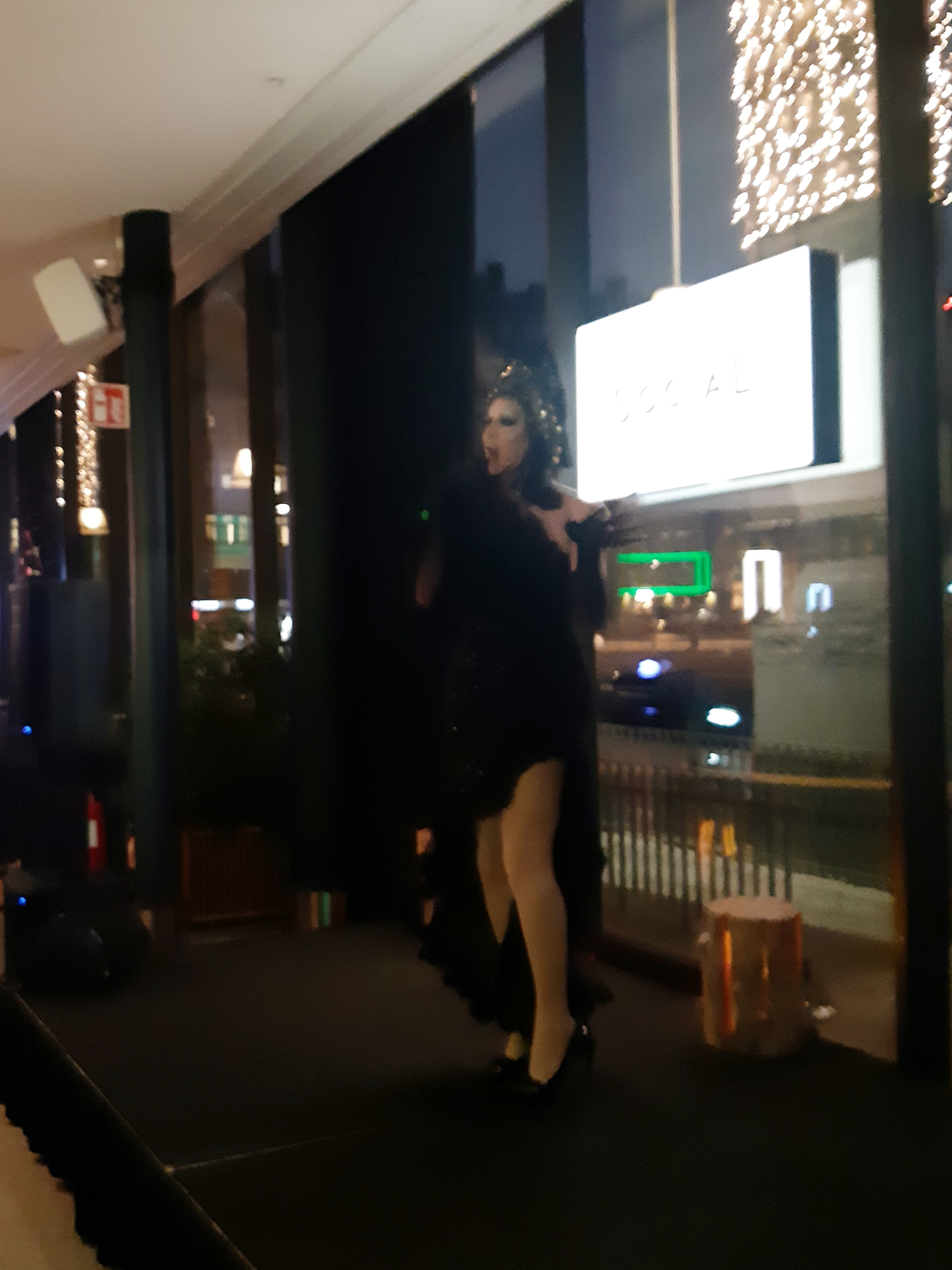
Imaa Queen under Nordic Pride Conference 2024

Adam Sergel Johannes Spjuth, mer känd under sitt artistnamn Imaa Queen, född 26 december 1993 i Gällaryds församling, Jönköpings län, är en svensk dragqueen och underhållare. 

## Biografi
Som Imaa Queen har Adam blivit nominerad till tidningen QX pris "Årets Drag", som delas ut vid den årliga QX Gaygalan, åren 2018, 2019, 2020, 2021 och 2022. Året 2022 stod han som vinnare av titeln. Imaa Queen vann även 2021 den internationella dragartisttävlingen The EuroStars Drag Contest, förlagan till Eurodrag. Adam Spjuth producerade 2020-2021 tillsammans med eventarrangören Lights Event, showkonceptet "C'est La Vie Stockholm" och "C'est la Vie Sundays" som framfördes på legendariska M/S Patricia i Stockholm. "C'est La Vie" var en varité-kabaré som anpassades till covid-19 pandemins restriktioner och möjliggjorde för artister att underhålla en mindre publik.
Imaa Queen deltog i första säsongen av Drag Race Sverige.